# Liste der Monuments historiques in Andilly (Val-d’Oise)
Die Liste der Monuments historiques in Andilly (Val-d’Oise) führt die Monuments historiques in der französischen Gemeinde Andilly auf.

## Liste der Bauwerke
| Bezeichnung        | Beschreibung              | Standort                        | Kennzeichnung | Schutzstatus | Datum | Bild           |
| ------------------ | ------------------------- | ------------------------------- | ------------- | ------------ | ----- | -------------- |
| Taubenturm Andilly | Erbaut im 17. Jahrhundert | 7, rue Charles-de-Gaulle (Lage) | PA00079976    | Inscrit      | 1988  | weitere Bilder |

## Liste der Objekte

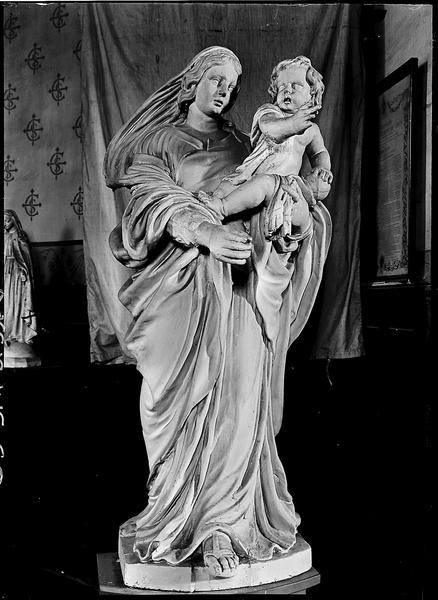
Skulptur Madonna und Kind (17. Jahrhundert) in der Kirche St-Médard

- Monuments historiques (Objekte) in Andilly (Val-d’Oise) in der Base Palissy des französischen Kultusministeriums